# Резолюция ПАСЕ № 1481
Резолюция Парламентской Ассамблеи Совета Европы № 1481 — официальный документ Совета Европы, призывающий к осуждению преступлений тоталитарных коммунистических режимов. Принят 25 января 2006 года.

## Резолюция ПАСЕ

### Преступления тоталитарных коммунистических режимов
Как заявлено в резолюции ПАСЕ, все тоталитарные коммунистические режимы, правившие в XX веке в странах Центральной и Восточной Европы и до сих пор остающиеся у власти в ряде государств мира, характеризуются массовыми нарушениями прав человека, включая индивидуальные и коллективные убийства и казни, гибель людей в концентрационных лагерях, смерть от голода, депортации, пытки, рабский труд и другие формы массового физического террора, преследования по этническим и религиозным основаниям, нарушение свободы совести, мысли и выражения, свободы прессы, а также отсутствие политического плюрализма.

### Обоснование преступлений
Согласно резолюции, преступления коммунистических режимов оправдывались теорией классовой борьбы и принципом диктатуры пролетариата, которые узаконивали уничтожение людей, мешавших строительству нового общества и по существу, являвшихся врагами тоталитарных коммунистических режимов.
В то же время в резолюции признаётся вклад, который некоторые европейские коммунистические партии внесли в развитие демократического процесса.

### Необходимость официального осуждения
Как указывается в резолюции, крушение тоталитарных режимов в Центральной и Восточной Европе не повлекло за собой международного расследования преступлений, совершённых этими режимами. Виновные в этих преступлениях не были привлечены международным сообществом к ответственности, как это было в случае с преступлениями, совершёнными нацистским режимом. В результате, по мнению авторов резолюции, общественность недостаточно осведомлена о преступлениях, совершённых тоталитарными коммунистическими режимами. Коммунистические партии до сих пор в некоторых странах продолжают легальную деятельность, хотя они не дистанцировались от прошлых преступлений тоталитарных коммунистических режимов. ПАСЕ считает, однако, что знание истории является одним из обязательных условий, которые позволят избежать подобных преступлений в будущем, а поэтому призвала осуществить в рамках Совета Европы ряд мер по официальному осуждению коммунистических преступлений. ПАСЕ призвала все коммунистические и посткоммунистические партии государств-членов СЕ, если они этого ещё не сделали, переосмыслить историю коммунистической идеологии и свою собственную историю, явным образом дистанцироваться от преступлений тоталитарных коммунистических режимов и недвусмысленно осудить их.

## История разработки и принятия
Идея осудить в Совете Европы преступления тоталитарных режимов была предложена ещё в 2003 году нидерландским депутатом Рене ван дер Линденом, впоследствии возглавившим ПАСЕ.
В сентябре 2005 года депутат Риксдага Швеции от Умеренной коалиционной партии Йоран Линдблад, представил политической комиссии ПАСЕ доработанный доклад «Необходимость осуждения международным сообществом преступлений коммунизма». По замыслу автора, соответствующая резолюция должна была восстановить историческую справедливость, осудив преступления коммунистических режимов, подобно тому, как в Нюрнберге были осуждены преступления фашизма.
Большинство российских политиков восприняло резолюцию как оскорбление в адрес России и попытку ревизии истории. Зарубежные коммунисты и социалисты также выражали своё негодование тем, что автор по сути стремился подвергнуть осуждению не преступления коммунистических режимов, а саму коммунистическую идеологию. Первоначальный (более жёсткий) текст резолюции, предложенный Йораном Линдбладом, не получил при голосовании необходимой поддержки 2/3 от общего числа депутатов ПАСЕ — против него резко выступили депутаты от европейских коммунистических партий. В результате сложных дебатов доклад был частично изменён. В названии предлагаемой резолюции вместо «преступлений коммунизма» появилась формулировка «преступления тоталитарных коммунистических режимов».
Параллельно началась работа над докладами по осуждению режима Франко в Испании и об опасности возрождения идеологии нацизма (докладчик — Михаил Маргелов).
25 января 2006 г. Парламентская ассамблея Совета Европы (ПАСЕ) приняла резолюцию о «необходимости международного осуждения преступлений тоталитарных коммунистических режимов» (Резолюция 1481).
В голосовании приняло участие лишь 153 депутата (из 317).
За резолюцию проголосовали 99 парламентариев, против — 42. Российская делегация в ПАСЕ (КПРФ, «Единая Россия» и «Родина»), несмотря на идеологические разногласия, объединилась в борьбе против принятия резолюции. Единственный член российской делегации, который поддержал резолюцию, — лидер ЛДПР Владимир Жириновский.
Резолюция по режиму Франко была принята Постоянной комиссией ПАСЕ 17 марта 2006, резолюция по недопущению возрождения нацизма — 12 апреля 2006. Российские депутаты от «Единой России» и «Родины» сочли, что таким образом был достигнут баланс: осуждение преступлений коммунистических режимов сопровождалось подтверждением позиции ПАСЕ о недопустимости любых тоталитарных режимов.

## Критика
Существует мнение[чьё?], что резолюция ПАСЕ является политизированной попыткой «переписать историю». В частности, французский историк и троцкист Жан-Жак Мари написал заявление, в котором говорится:

История не принимает никаких догм, не знает никаких табу <…> История — это не мораль. Роль историка не в том, чтобы хвалить или осудить, он объясняет. История — не рабыня злобы дня <…> История не является юридическим объектом. В свободном государстве ни парламенту, ни юридической власти не надлежит определение исторической правды.

Представители КПРФ, в свою очередь, выступили с осуждением Резолюции 1481. Так, председатель ЦК КПРФ Геннадий Зюганов заявил, что «итоги работы сессии ПАСЕ — попытка ревизии истории». Член фракции КПРФ Иван Мельников дал результатам голосования такие оценки: «Доклад тенденциозен и непрофессионален».